# Thika

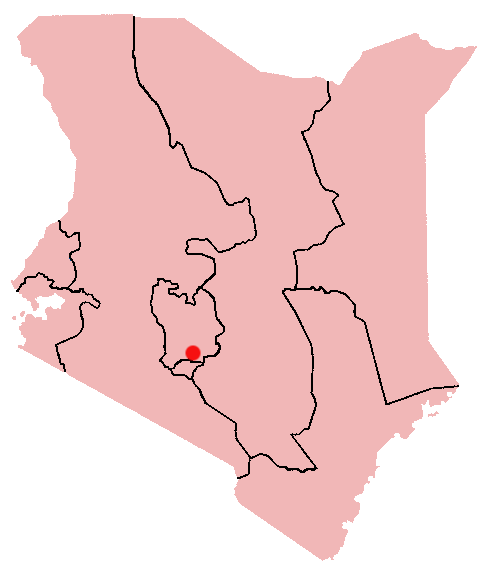
Thikas läge i Kenya.

Thika är huvudort i distriktet Thika i provinsen Central i Kenya. Den är en snabbväxande ort och kommun, belägen cirka 40 kilometer nordost om Nairobi. Centralorten hade 136 576 invånare vid folkräkningen 2009, med 139 853 invånare i hela kommunen.